# 烏利爾卡河
烏利爾卡河是俄羅斯的河流，位於堪察加半島，河道全長約18公里，流域面積59平方公里，河水主要來自融雪和雨水，最終注入堪察加河，是虹鱒和遠東紅點鮭的棲息地。